# Framework
En programmingsplatform eller et framework er en betegnelse for det miljø et program laves til at kunne udføres i fx .NET eller J2EE. Et program kan laves til at gøre brug af flere specialiserede frameworks f.eks. kan det bruge iBATIS til at tilgå en database og samtidig bruge Struts (fra apache) til at strukturere sin klasser i et MVC-pattern (Model-View-Controller). Inden for java-verdenen bruges ofte betegnelsen javaplatformen når man snakker om alle klasser og APIer i J2EE mens man i .NET verdenen foretrækker ordet framework. 
Der er ret løse grænser for hvad der definerer et framework. Nogle faktorer kunne være en samling software, der er udgivet af den samme producent, som måske har sikret at produkterne er gode til at arbejde sammen. Andre måder som elementer kan betragtes som en del af et framework er hvis de overholder et bestemt sæt af de facto standarder, som f.eks. JavaScript der kan betegnes som en del af webplatformen, på trods af at ingen enkelt producent leverer den "autoritative" JavaScript version, men fordi alle nyere browsere kommer med JavaScript indbygget.

## Eksempler
Typiske eksempler på frameworks er:
- XML og de mange omkringliggende teknologier, såsom XPath, Document Object Model, XHTML, XSLT, XSL-FO, SOAP og mange andre.

- Webplatformen som beskriver den mængde teknologier der (kan) bruges i konstruktionen af sider på internettet. Et eksempel herpå er LAMP som kan anses som et konkret eksempel på en webplatform.

- .NET er et eksempel på et framework, der indeholder blandt andet programmeringssprogene C# og Visual Basic .NET, programmer til redigering (Visual Studio), et omfattende sæt af klasser og APIer som bl.a. indeholder klasser til konstruktion af Windows-programmer, webservices mv.